# Table des caractères Unicode (3F000-3FFFF)
Cette page contient des caractères spéciaux ou non latins. S’ils s’affichent mal (▯, ?, etc.), consultez la page d’aide Unicode.
Cette page décrit la liste des caractères Unicode codés de U+3F000 à U+3FFFF en hexadécimal (258 048 à 262 143 en décimal).

## Sous-ensembles
Cette portion n'est pas encore attribuée.
La liste suivante montre les sous-ensembles spécifiques de cette portion d’Unicode.
| Sous-ensemble           | Réservés | Réservés | Décimal | Décimal |
| Sous-ensemble           | Début    | Fin      | Début   | Fin     |
| ----------------------- | -------- | -------- | ------- | ------- |
| —                       | 30000    | 3FFFD    | 196 608 | 262 141 |
| Spécial (fin de plan 3) | 3FFFE    | 3FFFF    | 262 142 | 262 143 |

## Liste

### Spécial(fin de plan 3)
| v · d · m | 0 | 1 | 2 | 3 | 4 | 5 | 6 | 7 | 8 | 9 | A | B | C | D | E | F |
| --------- | - | - | - | - | - | - | - | - | - | - | - | - | - | - | - | - |
| U+3FFF0   |   |   |   |   |   |   |   |   |   |   |   |   |   |   |   |   |